# Habralictus trinax
Habralictus trinax är en biart som först beskrevs av Joseph Vachal 1904.  Habralictus trinax ingår i släktet Habralictus och familjen vägbin. Inga underarter finns listade i Catalogue of Life.